# Gustaf Fröding

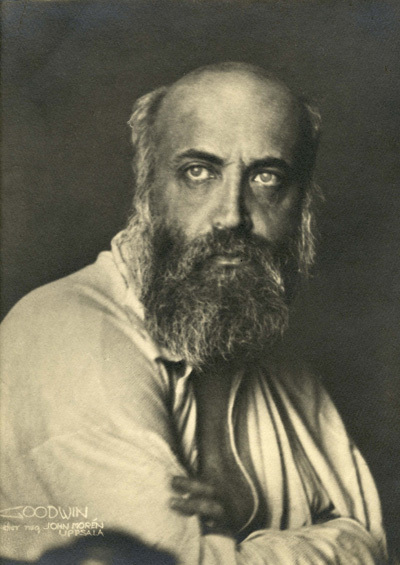
Gustaf Fröding, door Henry B. Goodwin

Gustaf Fröding ("Herenhuis Alster" bij Karlstad, 22 augustus 1860 – Stockholm, 8 februari 1911) was een Zweeds schrijver en dichter. 

## Leven en werk
Fröding werd geboren op een herenhof te Värmland als zoon van een ondernemer. Zijn moeder was de dochter van de bisschop van Karlstad, Carl Adolph Agardh. Fröding studeerde aan de Universiteit van Uppsala, maar kwam in radicale politieke kringen terecht en sloot zijn studies niet af. Na de dood van zijn vader in 1881 ontving hij een ruime erfenis die hem in staat stelde zich aan de literatuur te wijden. Hij publiceerde in diverse bladen, aanvankelijk vooral humoristische verhalen en gedichten, later verzameld in twee bundels Räggler å paschaser 1 (1895 en 1897, Anekdotes en vertellingen).
In 1889-1890 werd Fröding met psychische klachten voor het eerst opgenomen in een psychiatrische inrichting. Daar las hij onder andere Goethe, Heine, Byron en Poe. Hier schreef hij ook zijn eerste gedichtenbundel, die in 1891 verscheen: Guitarr och dragharmonika (gitaar en trekharmonica), dat vooral veel succes had vanwege zijn afdeling ‘Värmlandse klanken’. 
Het lyrisch werk van Fröding kenmerkt zich door een neoromantische stijl en veel volkse motieven, vooral uit Värmland, met frisse natuurbeelden en rake typeringen van mensen. Stilistisch is er sprake van een grote verscheidenheid en gebruikt Fröding eenvoudige spreektaal naast hooggestemde lyriek, vaak met archaïsche trekken. In zijn latere bundels gaan vooral het eenzaamheidsgevoel en de weemoed overheersen. Ook het schuldbesef komt steeds vaker terug. Typerend is het graalmotief, waarmee hij de tegenstelling tussen goed en kwaad tracht te overwinnen in een droom van vernieuwde zuiverheid.
Na verscheidene keren nog in psychiatrische inrichtingen opgenomen te zijn geweest overleed Fröding in 1911 in Villa Gröndal te Stockholm, waar hij de laatste jaren van zijn leven werd verzorgd door een verpleegster.
Fröding geldt wel als de belangrijkste Zweedse dichter uit het einde van de 19e eeuw.

## Bibliografie

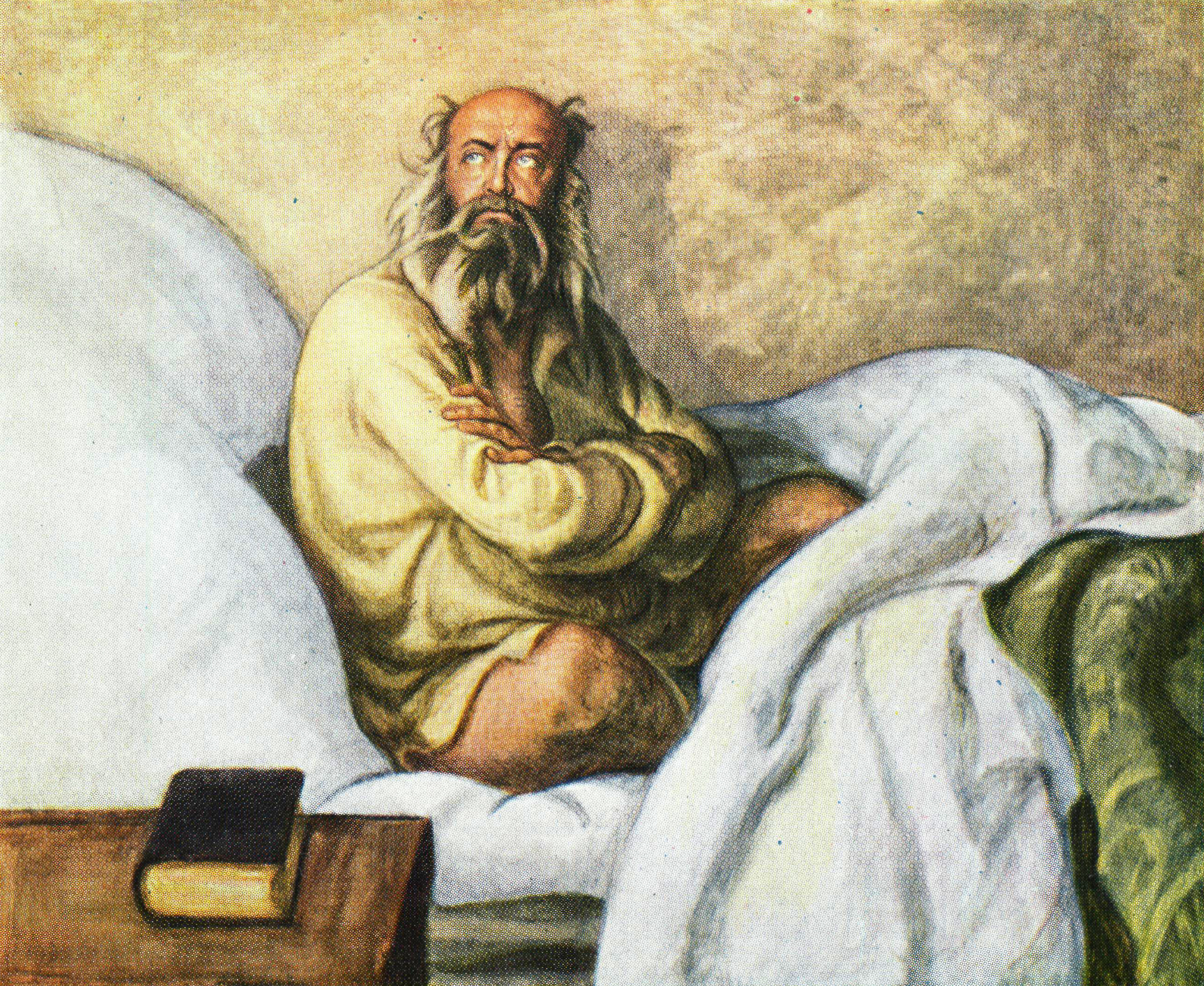
Gustaf Fröding op zijn ziekbed, door Richard Bergh 1909